# Guatteria obovata
Guatteria obovata este o specie de plante angiosperme din genul Guatteria, familia Annonaceae, descrisă de Robert Elias Fries. Conform Catalogue of Life specia Guatteria obovata nu are subspecii cunoscute.